# Golonghini
Golonghini (ou Golongini, Golongnini) est une localité du Cameroun située dans le département du Mayo-Kani et la Région de l'Extrême-Nord, à proximité de la frontière avec le Tchad. Elle fait partie de l'arrondissement de Taibong (commune de Dziguilao).

## Population
En 1969 la localité comptait 1 649 habitants, principalement des Toupouri. À cette date, elle comptait 13 quartiers et disposait d'une école publique à cycle complet. Un marché hebdomadaire s'y tenait le dimanche.
Lors du recensement de 2005, 5 959 personnes y ont été dénombrées.

## Infrastructures
Golonghini est doté d'un lycée public général qui accueille les élèves de la 6e à la Terminale.